# Psara innotalis
Psara innotalis là một loài bướm đêm trong họ Crambidae.